# 斑海蜷
斑海蜷（学名：Cerithidea ornata），是中腹足目海蜷科栓海蜷属的一种。主要分布于韩国、中国大陆、台湾，常栖息在红树林的沼泽或泥滩中。